# NTV Plus
NTV Plus (en ruso: НТВ Плюс) es el servicio de televisión por satélite de la compañía rusa NTV. La televisión transmite a través del satélite W4 del Eutelsat a 36.0°E y desde el Bonum 1 a 56.0°E. Anteriormente formaba parte del grupo de medios de comunicación de Vladimir Gusinsky, Media Most, pero ahora es propiedad del holding Gazprom Media. Desde septiembre de 2007, NTV Plus ofrece emisiones en alta definición.

## Canales

### Deportes
- NTV Plus Sport
- NTV Plus Sport+
- NTV Plus Sport Online
- NTV Plus Tennis
- NTV Plus Football
- NTV Plus Our Football
- NTV Plus Football 2
- NTV Plus Basketball
- Eurosport
- Eurosport 2
- Extreme Sports Channel
- Telekanal Russian Extreme
- Boyets
- Russia 2
- KHL-TV
- Propoker
- Viasat Sport

### Noticias
- Russia 24
- RBC-TV
- Euronews
- Russia Today
- Rusiya Al-Yaum
- RT Español
- BBC World News
- CNN International
- Bloomberg Television
- Perviy Meteo (MeteoTV)
- France 24
- Kommersant TV

### Cine
- NTV Plus Premiera
- NTV Plus KinoHit
- NTV Plus Kinoklub
- NTV Plus Kino+
- NTV Plus Nashe Kino
- NTV Plus Nashe Novoe Kino
- NTV Plus Kino Soyuz
- Teleklub
- Dom Kino
- Komedia Telekanal
- Telekanal India
- Mnogo TV
- Zone Romantica
- Diva Universal
- MGM Channel
- Universal Channel (Rusia)
- Syfy Universal
- AXN Sci Fi (Rusia)
- SET
- Fox Crime
- Fox Life
- Mini Movie
- TV1000
- TV1000 Russkoe Kino
- TV1000 Action
- Russkij Illusion
- Illusion +
- Eurokino
- TV XXI

### Música
- MTV Russia
- Muz TV
- Muzika Pervogo
- Telekanal La Minor
- VH1 Europe
- VH1 Classic (Europe)
- MTV Hits
- MTV Dance
- MTV Rocks
- MCM Top
- Mezzo TV
- RU TV
- Bridge TV
- RuSong TV

### Infantil
- Karusel
- Detski Mir
- Nickelodeon (Rusia)
- Disney Channel (Rusia)
- Cartoon Network (Europe)
- JimJam (Rusia)
- TiJi
- Gulli

### Documentales
- Discovery Channel (Rusia)
- TLC (Rusia)
- Discovery Science (Europe/ME)
- Discovery World (Europe)
- Investigation Discovery (Europe)
- Animal Planet (Europe)
- National Geographic Channel (Rusia)
- Nat Geo Wild (UK)
- Auto Plus
- Interesnoe TV
- 365 Dnei TV
- 24 Dok
- Kto Est' Kto
- Vremya
- Soversheno Sekretno
- Zakon TV
- Travel Channel
- Domashnie zhivotnye
- Ocean-TV
- Russian Travel Guide
- My Planet
- Nauka 2.0
- Outdoor Channel
- Chasse et Pêche
- Escales
- Viasat Explorer
- Viasat History
- Viasat Nature
- Da Vinci Learning
- RT Documentary

### Variedades
- Perviy Kanal
- Russia 1
- NTV
- Petersburg - Channel 5
- Russia K
- TV Centr
- STS
- TNT
- REN TV
- Telekanal Domashny
- Peretz
- Telekanal Zvezda
- 7TV
- 3 Kanal Moskovia
- Dozhd
- Tatarstan - New era
- TV5MONDE Europe
- Zone Reality
- TDK
- CCTV 4
- Amazing Life
- Spas
- Mir
- Park Razvlicenii
- Kukhnia TV
- NTV Plus Infokanal
- CCTV News
- Nostalgia
- Fashion TV Russia & Eastern Europe
- Bulvar TV
- Comedy TV
- MAN TV
- Egoist TV
- CCTV Russian
- Telecafe
- Lider TV

### Pago por visión
- Kinoreys 1
- Kinoreys 2
- Kinoreys 3
- Kinoreys 4
- Kinoreys 5

### HD
- HD Sport
- Eurosport HD
- Discovery HD Showcase
- Animal Planet HD
- HD Kino
- HD Life
- MTVNHD
- Nat Geo Wild HD
- Mezzo Live HD
- NTV Plus 3D by Panasonic
- NTV Plus Football
- Nickelodeon HD

### Ucrania
- Perviy Kanal Ukraiinia
- RTR Planeta
- NTN
- ICTV
- NTV Mir

### Adultos
- Hustler TV
- Ruskaja Noch
- Playboy TV

### Radio
- Echo of Moscow
- Relax FM
- Detskoe Radio